# چاندرا نورث
چاندرا نورث (به انگلیسی: Chandra North) (زاده ۳۱ ژوئیهٔ ۱۹۷۳) مدل آمریکایی است.